# Баласор (округ)
Баласо́р (орія ବାଲେଶ୍ଵର ଜିଲ୍ଲା) або Балешва́р — округ в індійському штаті Орісса.
Округ було утворено 1948 року. Адміністративним центром є місто Баласор. За даними загально індійського перепису 2001 року населення округу складало 2 024 508 осіб. Рівень писемності дорослого населення становив 70,6 %, що вище за середньо індійський рівень (59,5 %). Доля міського населення становила 10,9 %.
1993 року з частини території округу було створено округ Бхадрак.